# Eerste Slag om Malta
De Eerste Slag om Malta (ook bekend als Unternehmen felix)  was een gecombineerde lucht- en zeeslag rond het eiland Malta in de Middellandse Zee, tussen de Britten en de Duitse Luftwaffe. De slag duurde van april 1941 tot juni van datzelfde jaar. De slag werd gevolgd door de zwaardere Tweede Slag om Malta in 1942.

## Voor de slag

### Belang van Malta
Het eiland was sinds het Congres van Wenen in 1815 een Britse kolonie. Na de Duitse invasie in Noord-Afrika werd het eiland, gelegen tussen Sicilië en Tripoli, strategisch zeer belangrijk omdat het op de aanvoerlijnen van het Afrikakorps van veldmaarschalk Rommel lag.
De op Malta gestationeerde Britse onderzeeboten dienden de konvooien met bevoorradingsschepen voor het Duitse Afrikakorps aan te vallen. De Britten werden echter zeer gehinderd door aanvallen van de Luftwaffe.

### Verdediging
Voor de verdediging tegen luchtaanvallen kon Malta enkel rekenen op een squadron Hawker Hurricanes, dat aan het begin van de slag slechts 15 toestellen telde, maar tegen het einde van de slag door versterkingen tot 75 exemplaren was uitgegroeid. De Britse Royal Navy moest afzijdig blijven omdat de vloot van admiraal Andrew Cunningham nodig was in het oostelijk bekken van de Middellandse Zee. Ze was daar om dekking te bieden aan konvooien naar Griekenland die bedreigd werden door de Italiaanse vloot.

## De slag

### Maart 1941
De eerste aanvallen van de Luftwaffe waren in maart 1941, zowel tegen militaire als burgerdoelen. De bevolking was totaal onvoorbereid en de Britse vliegtuigen hadden de grootste moeite om, met hun geringe aantal, de Duitse bedreiging van het eiland het hoofd te bieden.

### April 1941
Op 8 april werden vier torpedobootjagers naar Malta gestuurd, om de Duitse aanvoerlijnen te kunnen bestoken, samen met de daar al aanwezige onderzeeboten. Op 16 april vielen zij een Duits bevoorradingskonvooi aan en vernietigden daarbij vijf transportschepen, terwijl zij zelf een schip verloren. De Duitsers legden kort hierna
zeemijnen in de Grand Harbour, de belangrijkste haven van Malta, die ze ook zwaar bombardeerden.
Op 20 april kwam een Britse bevoorradingsschip aan op Malta, de Breconshire, begeleid door een grote vloot uit Alexandrië, die op weg was om Tripoli te bombarderen. Ondertussen waren ook van Malta al toestellen vertrokken om Tripoli te bombarderen, namelijk een squadron Britse Vickers Wellington bommenwerpers en een klein aantal Fairey Swordfish-vliegtuigen.
In april werd de slagkracht van de Maltese luchtvloot versterkt met 23 Hurricanes, afkomstig van het vliegdekschip HMS Ark Royal, dat in de Middellandse Zee lag.

### Mei 1941
Begin mei kwamen meer langverwachte en broodnodige Britse versterkingen, in de vorm van de kruisers HMS Gloucester en HMS Dido; de mijnenlegger HMS Abdiel en zes torpedobootjagers, waaronder de HMS Jersey. Die schepen konden niet lang blijven vanwege de Duitse zeemijnen in de haven, die de HMS Jersey tot zinken brachten en de HMS Gloucester zwaar beschadigden.
Half mei kwamen er 47 extra Hawker Hurricanes, afkomstig van de vliegdekschepen HMS Furious en HMS Ark Royal. Hiermee werd het totaal aantal jachtvliegtuigen op het eiland verhoogd tot 75, 60 meer dan aan het begin van de slag.
Rond eind mei kwam er een einde aan de zware luchtaanvallen van de Luftwaffe; de toestellen werden ingezet bij operatie Barbarossa, de Duitse aanval op de Sovjet-Unie. Malta bleef echter door de Duitse vloot geïsoleerd, waardoor de bevoorrading, ondanks de aankomst van twee konvooien in mei, te kort schoot. Voor hoognodige goederen, zoals vliegtuigbrandstof, werden zelfs onderzeeboten en roeiboten ingezet.

### Juni 1941
Door de verslechterende Britse situatie in de Middellandse Zee, zoals die bleek uit de Duitse landing op Kreta en het verlies van Griekenland, liet men het idee varen om van Malta een basis te maken voor een toekomstig offensief tegen de asmogendheden.
In het begin van juni werd generaal-majoor Hugh Lloyd naar Malta gestuurd om daar een tactische strijdmacht op te bouwen, met inbegrip van een sterke luchtmacht. Het doel van deze strijdmacht was om de bevoorradingslijnen van de Duitse troepen in Noord-Afrika af te snijden en zo veldmaarschalk Erwin Rommel tot overgave te dwingen.
In het kader hiervan kwamen op 15 juni nog eens 43 Hurricanes, van de Ark Royal en de Victorious, aan op Malta. Eind juni kwamen daar nog 64 Hurricanes bij. Van die laatste vlogen er echter enkele direct door naar Egypte, waar de situatie ook kritiek begon te worden.

## Na de slag
Na eind juni 1941 was het ergste voor de inwoners van Malta voorbij. Ze hadden te kampen gehad met zware Duitse en Italiaanse luchtaanvallen die veel slachtoffers en schade hadden veroorzaakt. Na de slag bleken er 62 Duitse en 15 Italiaanse toestellen te zijn neergeschoten terwijl er 64 Hurricanes verloren waren gegaan, de helft bij luchtgevechten en de helft bij aanvallen op de vliegvelden. In vier maanden hadden op Malta gestationeerde onderzeeboten 25 vijandelijke bevoorradingsschepen tot zinken gebracht, bij elkaar circa 90.000 bruto registerton. Als blijk van erkentelijkheid kregen de inwoners van Malta collectief het George Cross uitgereikt, dat sindsdien op de landsvlag afgebeeld staat.